# Mine de Chapada
La mine Chapada est l'une des plus grandes mines d'or du Brésil et du monde.
La mine est située dans l'État de Goiás, dans la partie centrale du Brésil.
La mine a des réserves estimées à 6 millions d'onces d'or et 3,8 millions d'onces d'argent. Yamana Gold a annoncé la vente de la mine Chapada à Lundin Mining le 15 avril 2019.